# Hendrik II van Mierlo
Hendrik II van Mierlo was een heer van Mierlo rond 1300. Hij volgde tussen 1266 en 1286 zijn vader Gooswijn Moedel van Mierlo op. Hendrik woonde onder andere in 's-Hertogenbosch waar hij in 1315 hoogschout werd. Deze functie was waarschijnlijk de oorzaak dat hij grote leningen afsloot bij Egidius de Lombard. Deze leningen zorgden ervoor dat Hendrik een aantal kerkelijke rechten en de tiendrechten moest verkopen aan de Abdij van Tongerlo. 
Hendrik II had waarschijnlijk dertien kinderen, waaronder:
- Goeswijn Moedel van Mierlo, deken van Sint-Oedenrode en Luik en een latere heer van Mierlo
- Alard van Mierlo, pastoor van Dinther
- Jan van Mierlo, proost van de Abdij van Sint-Truiden
- Makarius van Mierlo, kanunnik in Luik
- Elisabeth van Mierlo, gehuwd met Herman van Langel en moeder van Hendrik van Langel, een latere heer van Mierlo
- Agnes van Mierlo, gehuwd met Jan II Dickbier en moeder van Jan III Dickbier, een latere heer van Mierlo
- Catharina van Mierlo, gehuwd met een inwoner van Mierlo
- Jutta van Mierlo, gehuwd met de leenman van Kiglo

Tussen 1331 en 1335 stierf Hendrik II. Hij werd opgevolgd door zijn kleinzoon Hendrik van Langel.
Hendrik II van Mierlo wordt ook weleens Hendrik Dickbier genoemd. Dit blijkt incorrect te zijn. De Bossche familie Dickbier heeft door middel van vervalsingen geprobeerd om van beide personen een te maken, om zo te laten zien dat zij recht hadden op Mierlo.